# Sveriges Lantbruksmuseum

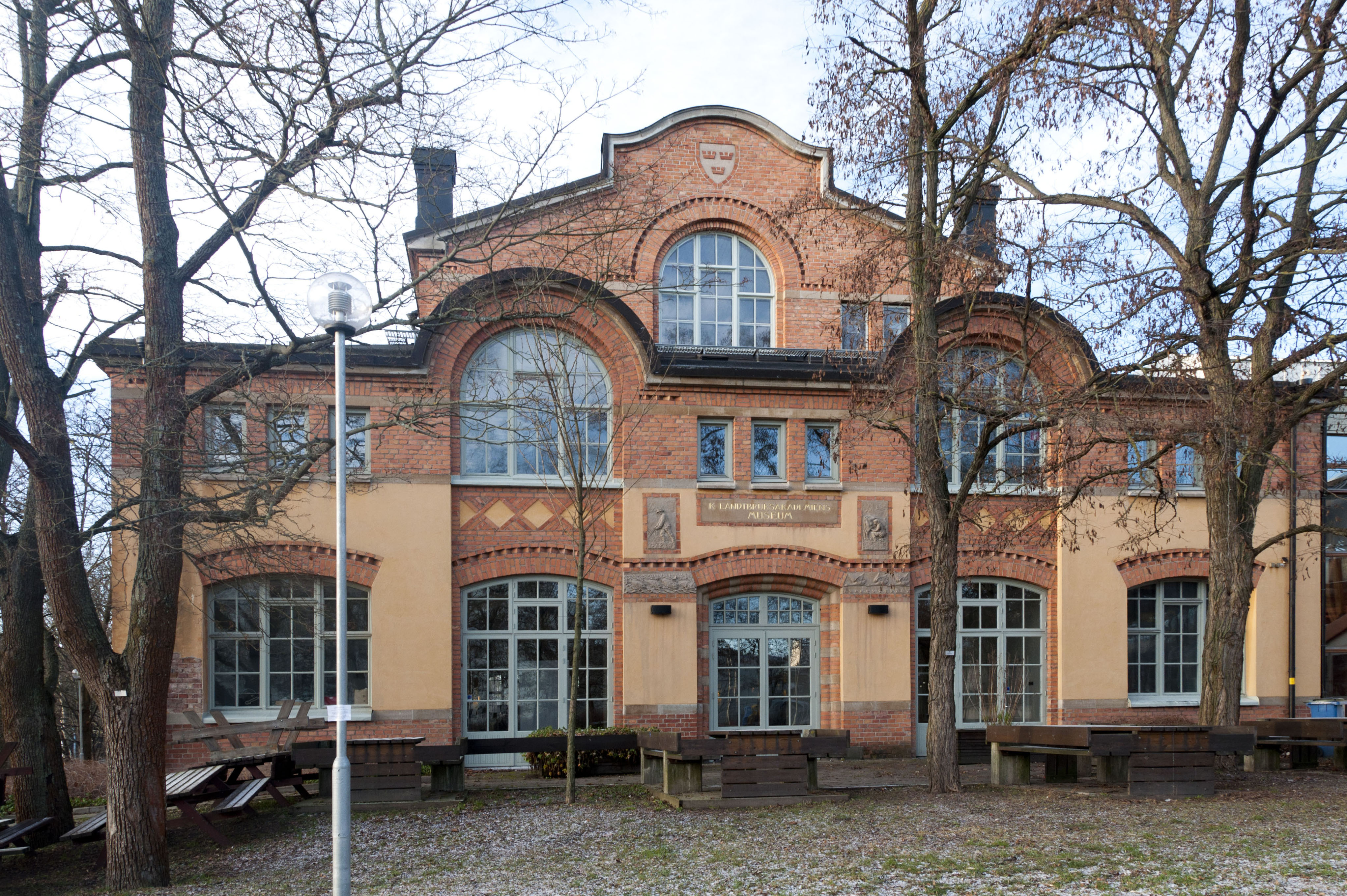
Museibyggnaden vid Frescati

Sveriges Lantbruksmuseum är en del av Nordiska museet och finns vid Julita gård i Södermanland. 
Kungliga skogs- och lantbruksakademien som grundades 1813 drev ett lantbruksmuseum redan på 1800-talet. År 1904 fick museet egna lokaler vid Frescati, i den byggnad som numera (2012) fungerar som restaurang Lantis vid Stockholms universitet. När universitet skulle flytta till Frescati på 1960-talet blev det nödvändigt att utrymma de gamla museilokalerna. Museet stängde vid årsskiftet 1965/66 och samlingarna donerades till Nordiska museet.
Nordiska museet hade samlat lantbruksföremål sedan starten 1873 och samlandets inriktning var främst äldre allmogekultur ur ett etnografiskt perspektiv. Akademiens samlingar var i stället inriktade på att följa med den tekniska utvecklingen  – inte minst från decennierna kring sekelskiftet 1900. Samlingarna kom därmed att komplettera varandra och Sverige har idag en av världens främsta lantbrukshistoriska samlingar.

## Julita gård

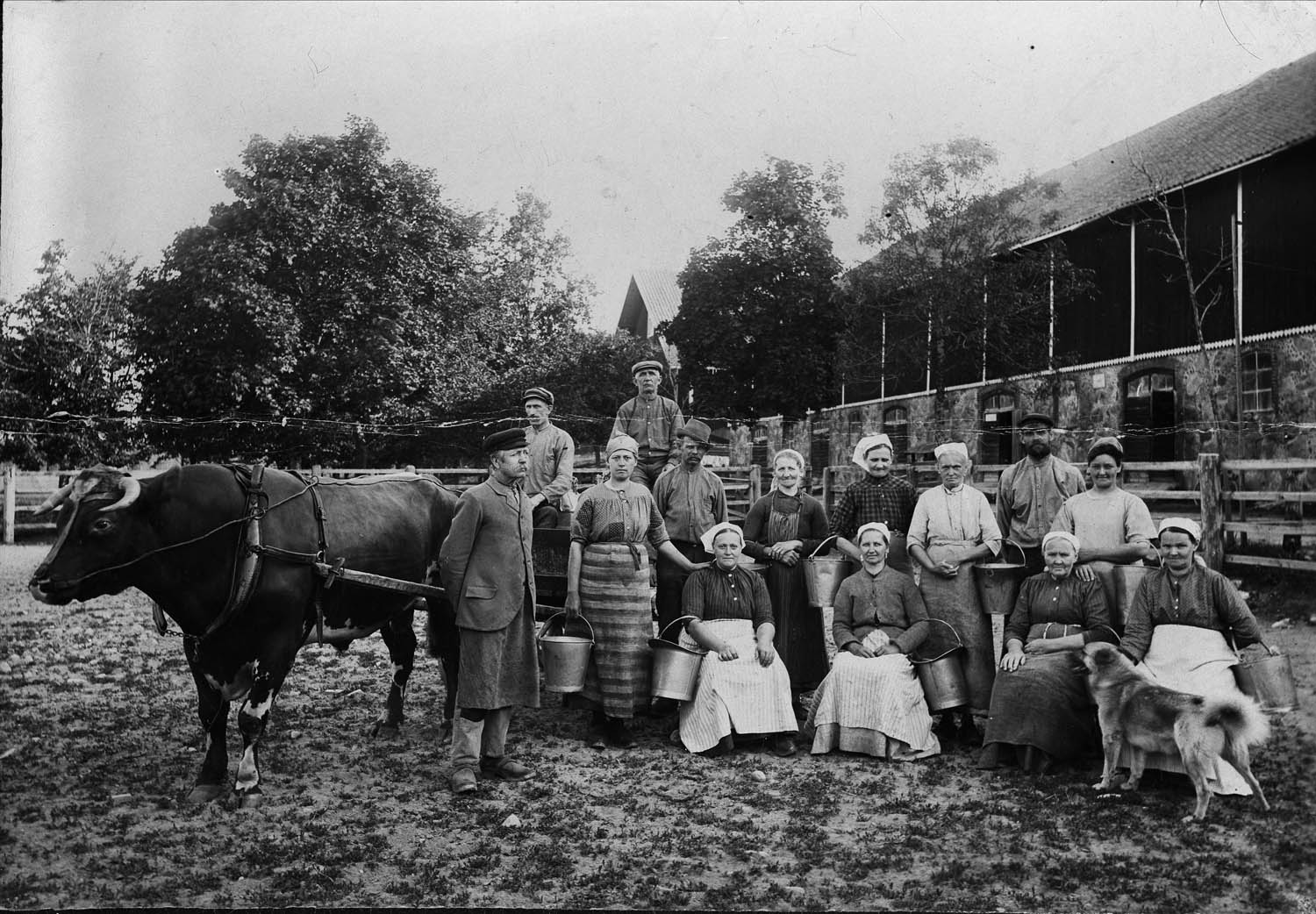
Statare. Mjölkerskor och lagårdskarlar uppställda vid ladugården, cirka 1910. Julita gård, Södermanland - Nordiska Museet - NMA.0040766

Ganska snart stod det klart att det nya museet borde lokaliseras till Julita gård, Nordiska museets museiherrgård i Södermanland. Under 1970- och 1980-talet kom stora delar av museiprojektet att realiseras men den stora utställningshallen som var tänkt att fullborda projektet blev aldrig byggd. I stället föreslog man att lantbruksmuseet skulle bli förverkligat i form av ”en etappvis utbyggnad inom Julita gårds kärnområde”.
Med placeringen på Julita gård hamnade lantbruksmuseet i ett sammanhang där det historiska godset, det levande jordbruket på gården och herrgårdsparkens samlingar av historiskt växtmaterial blev en del av museiupplevelsen. Den första utställningen i det etappindelade lantbruksmuseet invigdes i augusti 1990.  För att markera samspelet mellan museiverksamheten och det levande landskapet kallades anläggningen ”Julita Gård och Museer”. I samband med detta fick Julita gård en friare roll gentemot övriga Nordiska museet och fungerade under några år från 1988 som en fristående resultatenhet under Nordiska museets nämnd. Numera (2012) fungerar Julita gård som en av Nordiska museets avdelningar. 
När den nya djurskyddslagen infördes 1988 blev det uppenbart att det inte skulle vara möjligt med fortsatt djurhållning i Julita gårds gamla ladugårdskomplex från 1882–1885. En ny ladugård uppfördes för arrendejordbruket och de gamla byggnaderna gjordes om till utställningslokaler. Sveriges lantbruksmuseum invigdes ånyo 4 juli 1998. Delar av de lantbrukshistoriska samlingarna är alltså utställda i Julita gårds gamla ladugårdsbyggnader.

## Fotnoter
1. ↑  http://www.su.se/om-oss/fakta-om-universitetet/2.1266/frescatiomradet/lantis-1.10301
2. ↑  Utbyggnadsplan för Julita gård. Nordiska museet, 1971. sid 4.
3. ↑  Lantbruksmuseum på Julita. Länsstyrelsen i Södermanland 1983. sid 8. Utbyggnadsplan för Julita gård. Nordiska museet 1971. sid 4. Sveriges lantbruksmuseum - förutsättningar och former. Utbildningsdepartementet Ds 1985:3. sid 5.
4. ↑  Utvecklingsplan för Julita Gård och Museer - Sveriges lantbruksmuseum. Nordiska museet och länsstyrelsen i Södermanland 1992. sid 17.
5. ↑  Katrineholmskuriren 25 februari 1990. Dagens Nyheter 30 augusti 1990.
6. ↑  Fataburen 1989. sid 7.
7. ↑  Katrineholmskuriren 6 juli 1998.